# Mustla (Saarde)
Mustla est un village de la Commune de Saarde du comté de Pärnu en Estonie.
Au 31 décembre 2011, il compte 18 habitants.